# Tjurunga paroculus
Tjurunga paroculus är en spindelart som först beskrevs av Simon 1903.  Tjurunga paroculus ingår i släktet Tjurunga och familjen Stiphidiidae.
Artens utbredningsområde är Tasmanien. Inga underarter finns listade i Catalogue of Life.